# 斯拉夫科·卢什蒂察
斯拉夫科·卢什蒂察（1923年1月11日—1992年7月14日），克罗地亚男子足球运动员，司职中场。他曾代表南斯拉夫国奥队参加1952年夏季奥林匹克运动会足球比赛，获得一枚银牌。